# Тан (Доња Баварска)
Тан (њем. Tann) град је у њемачкој савезној држави Баварска. Једно је од 31 општинског средишта округа Ротал-Ин. Према процјени из 2010. у граду је живјело 3.946 становника. Посједује регионалну шифру (AGS) 9277148.

## Географски и демографски подаци
Тан се налази у савезној држави Баварска у округу Ротал-Ин. Град се налази на надморској висини од 447 метара. Површина општине износи 37,6 km². У самом граду је, према процјени из 2010. године, живјело 3.946 становника. Просјечна густина становништва износи 105 становника/km².

## Међународна сарадња
| Мјесто  | Држава   | Врста сарадње | Од    |
| ------- | -------- | ------------- | ----- |
| Цајлерн | Аустрија | партнерство   | 1988. |
| Извор   |          |               |       |